# RRR: Рядом ревёт революция
«РРР: Рядом Ревёт Революция» (Или просто как «RRR») (англ. RRR: Rise Roar Revolt) (телугу ఆర్.ఆర్.ఆర్./రౌద్రం రణం రుధిరం) — индийский художественный фильм режиссёра С. С. Раджамули, снятый на языке телугу. Главные роли в фильме исполнили Н. Т. Рама Рао младший, Рам Чаран, Аджай Девгн, Алия Бхатт, Рэй Стивенсон и Оливия Моррис. Вымышленная история о том, как два индийских революционера — Аллури Ситарам Раджу и Комарам Бхим — в 1920-х годах боролись против британского владычества.
Премьера фильма состоялась 25 марта 2022 года. Фильм получил положительные отзывы критиков. Кассовые сборы за первый день составили около 31 млн долл. США в мировом прокате. Фильм побил рекорд по самым высоким сборам для индийского фильма в день премьеры. По состоянию на 10 апреля 2022 года фильм собрал более 136 млн долл. США по всему миру, заняв десятое место среди самых кассовых фильмов 2022 года, и установил несколько других кассовых рекордов для индийского фильма.
Написанная для фильма песня «Naatu Naatu» завоевала премию «Оскар» в номинации «Лучшая песня».

## Сюжет
В 1920 году британский губернатор Скотт и его жена Кэтрин посещают лес Адилабад и силой увозят Малли, девушку из племени гондов, в Дели. Чтобы спасти девушку, в Дели прибывает защитник племени гондов Комарам Бхим. Низам Хайдарабада предупреждает офис Скотта о миссии Бхима. Офицер полиции А. Рама Раджу ради повышения по службе вызывается поймать Бхима. Он притворяется революционером, проникает на собрание активистов движения за независимость и предлагает убить британского губернатора. Помощник Бхима Лачху просит Раму присоединиться к ним, поскольку их цели совпадают. Но узнав, что Рам — офицер полиции, Лахчу убегает и рассказывает о Раме Бхиму.
Рам и Бхим одновременно оказываются у железнодорожного моста, где вдруг происходит катастрофа, и им приходится объединить усилия, чтобы спасти ребёнка. Они становятся друзьями, но не раскрывают друг другу свои настоящие личности. Рам помогает Бхиму сблизиться с племянницей губернатора Скотта Дженни. Бхим посещает дворец губернатора по приглашению Дженни, где видит Малли и обещает спасти её.
Рам ловит Лачху, пытает его, чтобы узнать о местонахождении Бхима, но тщетно. Лачху хватает ядовитую змею (крайта) и бросает её в Рама. Лачху предупреждает Рама, что без противоядия, известного только народу гондов, укус крайта убьёт его в течение часа. На исходе сил Рам встречает Бхима, который делает противоядие по рецепту своего племени. Бхим исповедуется Раму и рассказывает о своей миссии. Рам выздоравливает.
Бхим разрабатывает операцию по спасению Малли: он и его люди врываются во дворец губернатора на грузовике, полном диких животных. Бхим выпускает их на дворцовую стражу. Однако Рам препятствует ему как офицер полиции. Бхим умоляет не арестовывать его, но Рам не отступает. После ожесточённой схватки Рам останавливает Бхима и арестовывает его.
Флешбэк в детство Рама показывает, как отец Рама Венката Рамараджу поднял восстание и пожертвовал своей жизнью в борьбе против британцев. Венката взял с Рама обещание, что он даст оружие каждому, кто примет участие в восстании.
За поимку Бхима Рама повышают в звании до специального офицера, а самого Бхима приговаривают к наказанию плетьми. Палачом должен выступить Рам. Губернатор Скотт предлагает Бхиму пощаду, если тот встанет на колени, но Бхим, несмотря на жестокое избиение кнутом, отказывается. Песня Бхима вдохновляет народ на бунт, и британцы в спешке эвакуируют его в тюрьму.
Друг Венката Венкатесварулу сообщает Раму, что его цель по захвату оружия будет выполнена, так как он назначен ответственным за поставку оружия. Однако Рам чувствует вину за свои действия и ставит на первое место спасение Бхима и Малли. Задумав хитрый план спасения Бхима, он просит Скотта казнить Бхима на окраине города — но на глазах у Малли. Однако Скотт распознаёт эту уловку и ранит Рама. Бхим освобождается и отбивается от охранников, а Рам убивает охранников, чтобы спасти Малли. Не поняв замысла Рама, Бхим избивает его и сбегает с Малли.
Несколько месяцев спустя Бхим и его люди скрываются в Хатрасе, но туда прибывают британские войска. Британцы почти находят Бхима, но Сита, двоюродная сестра и невеста Рама, случайно оказавшаяся рядом, пугает солдат тем, что здесь якобы вспышка оспы. Этим вымыслом она спасает Бхима и рассказывает ему, что Рама приговорили к смерти, так как он выступил против англичан, чтобы спасти своего лучшего друга. Бхим сожалеет о своём поступке и обещает Сите спасти Раму.
Бхим пробирается в казарму с помощью чертежа, который ему дала Дженни. Он освобождает Раму из тюрьмы, взвалив его на плечо, так как тот не может идти. Вместе они сражаются с солдатами и убегают. Бхим лечит Рама, но в лесу на них нападает отряд британцев. Рама берёт лук и стрелы из святилища Рамы и начинает бой. Бхим присоединяется к нему. Они отбиваются от солдат и направляются во дворец губернатора.
Взаимодействуя, герои умудряются направить горящий мотоцикл в оружейную комнату, полную тротила, и здание взрывается. Бхим забирает оружие и доставляет его Раму. Жена губернатора Кэтрин погибает в хаосе, а сам губернатор Скотт убит Рамом и Бхимом. Они воссоединяются с Ситой, Дженни, Малли и другими. Рам возвращается в свою деревню и доставляет оружие, как и обещал, а Бхим возвращается в свою деревню, воссоединяя Малли с матерью.

## В ролях
- Н. Т. Рама Рао мл. — Комарам Бхим[4]
- Рам Чаран — Аллури Ситарама Раджу, лидер революционеров из Андхра-Прадеш, который вёл вооруженную кампанию против раджи
- Алия Бхатт — Сита, двоюродная сестра и невеста Рамы Раджу
- Аджай Девган — Венкат Рама Раджу, отец Рамы Раджу
- Шрия Саран — Сароджини, мать Рамы Раджу
- Самутхиракани — Венкатесварулу, дядя Рамы Раджу
- Рэй Стивенсон — губернатор Скотт Бакстон
- Элисон Дуди — Кэтрин Бакстон, жена губернатора
- Оливия Моррис — Дженнифер, племянница губернатора
- Чатрапатхи Секхар — Джангу, соратник Комарама
- Эдвард Зонненблик — Эдвард, английский офицер

## Производство

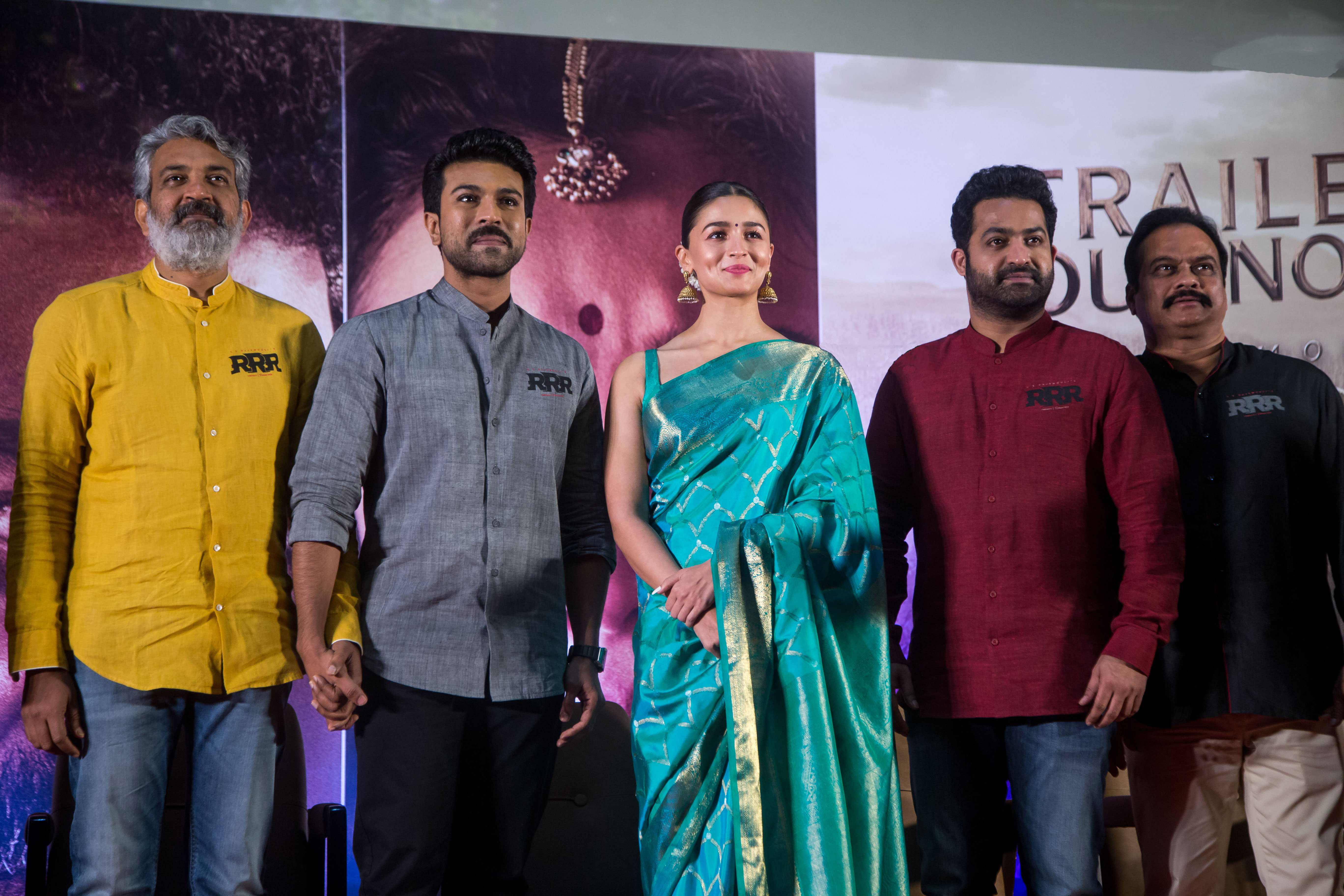
С. С. Раджамули, Рам Чаран, Алия Бхатт и НТР на встрече с прессой в Ченнаи

О начале работы над новым проектом режиссёр С. С. Раджамули объявил в октябре 2017 года в интервью Variety. В ноябре 2017 года Раджамули поделился фотографией с Н. Т. Рамой Рао-младшим и Рамом Чараном в социальных сетях, намекая на их участие в фильме.
Фильм был официально анонсирован в марте 2018 года, с предварительным названием «RRR» — сокращением от Rajamouli, Ram Charan и Rama Rao. Рабочее название «RRR» было позже подтверждено как официальное название фильма, так как Раджамули посчитал, что для фильма такого масштаба необходимо универсальное название, понятное на всех языках. Отец Раджамули К. В. Виджаендра Прасад разработал первоначальный сюжет, а Раджамули за полгода написал сценарий.
В середине ноября 2018 года, до съёмок, Рама Рао и Чаран проводили специальные тренировки, чтобы физически подготовиться к своим ролям в фильме.
В марте 2019 года Раджамули заявил, что основная идея была взята из фильма «Дневники мотоциклиста», и рассказал, что он был очарован тем, «как персонаж по имени Че превращается в революционера по имени Гевара, и выстроил характеры главных героев вокруг общей точки, по схожим принципам». Чаран играет Аллури Ситарама Раджу, а Рама Рао — Комарама Бхима. Сюжет показывает период их пребывания в Дели 1920-х годов, прежде чем они начинают борьбу за свою страну; однако история полностью вымышлена. Он добавил, что между двумя вождями племени телугу и событиями, связанными с ними, есть кое-что общее.
Когда я прочитал об Аллури Ситарама Раджу и Комараме Бхиме, мне было интересно узнать, что их истории похожи. Они никогда не встречались друг с другом. А что, если бы они встретились? Что, если бы они вдохновились друг другом? Вот о чём наш фильм. Он полностью вымышленный. Фильм смонтирован очень масштабно. Для этого нам пришлось провести много исследований. Узнать костюмы, их диалект, их образ жизни, и поэтому нам потребовалось так много времени, чтобы всё это объединить.
С. С. Раджамули
Команда построила декорации на алюминиевом заводе в Хайдарабаде для съёмок экшн-сцен. В июне 2020 года стало известно, что на постройку декораций деревни гондов было потрачено ₹180 млн ($2,4 млн), поскольку команда планировала снимать сцены в этом месте после введения локдауна из-за пандемии COVID-19. На киностудии Рамоджи Фильм Сити были воссозданы декорации, напоминающие Дели 1920-х годов, где в течение 50 дней проходили масштабные съёмки, в том числе ночные. Ещё одна огромная декорация была построена режиссёрской группой для съёмок масштабной финальной песни и танца с участием Чарана и Бхатта.

## Выход в прокат
Премьера фильма состоялась одновременно в Индии и США 24 марта 2022 года, а мировой кинотеатральный релиз — 25 марта. Ранее кинотеатральный релиз был запланирован на 30 июля 2020 года.
В ноябре 2021 года газета The Times of India сообщила, что премьера фильма состоится на более чем 10 000 киноэкранах по всему миру, что является «самым высоким показателем для индийского фильма». В Индии, по оценкам, фильм будет показан на более чем 2 300 экранах, причем премьера версии на языке телугу состоится на более чем 1 000 экранах. Фильм планировалось показать на более чем 1000 экранах в Великобритании, включая BFI IMAX, самом большом киноэкране в Великобритании. Фильм планировалось показать в более чем 1150 местах в США в около 3000 кинотеатрах и 1000 мультиплексах по всей стране, что, как утверждается, является рекордом для индийского фильма.
Фильм планировалось выпустить в IMAX, 3D и Долби Синема. Согласно источникам, фильм будет показан более чем в 21 IMAX-зале в Индии и более чем в 100 IMAX-кинотеатрах за рубежом, что является рекордом для индийского фильма. Компания Кинотеатры Сарегама, которая занимается прокатом фильма в США, запланировала его премьеру в широкоформатном разрешении DCP в Синемарк XD, что также будет впервые для индийского фильма.

## Отзывы и оценки
Фильм получил положительные отзывы критиков, которые хвалили актёрские работы и сценарий Раджамули. Таран Адарш из Болливуд Хангама поставил фильму оценку 4/5, назвав его крепким развлекательным фильмом, который «не заставит вас волноваться, несмотря на марафонскую продолжительность. Сценарий построен великолепно, повороты захватывают внимание, а эпизоды приковывают внимание, как и великолепная актёрская игра». Роктим Раджпал из Deccan Herald поставил фильму оценку 4/5 и написал: «Насыщенная действием кульминация снова попадает в нужные ноты, поскольку визуальные эффекты говорят сами за себя, что является отличительной чертой хорошего сюжета». Нишита Ньяяпати из Тхе Таймс оф Индия поставила фильму оценку 3,5/5 и написала: «RRR ни в коем случае не является совершенством (несмотря на все усилия Раджамоули), потому что после того, как он справился с некоторыми сценами, задаешься вопросом, мог ли он лучше справиться с другими. Но посмотрите его в эти выходные, если вы тоскуете по хорошей драме, наполненной действием».
Назвав «RRR» «масштабнее, чем Бен-Гур», Стефани Банбери из Крайний срок Голливуд пишет: «„RRR“ — это одно крещендо экшена за другим, никогда не скучное, но и не утомительное». В своей рецензии для Полигон Кэти Райф пишет: «Это напряженный фильм, полный кинетической операторской работы, шумных массовых сцен, тщательно продуманных декораций, дорого выглядящего CGI и громких звуковых эффектов» Сиддхант Адлакха из ИндиеВайр высоко оценил работу Раджамули, музыку М. М. Киравани и игру главных актёров. Фильм превосходит даже предыдущую работу режиссёра «Бахубали 1».
Николас Рапольд из Тхе Нью-Йорк Таймс сказал: «Раджамули снимает действие фильма с галлюциногенным рвением, нагнетая сцены с помощью мерцающего бренда расширенной замедленной съёмки и графики CGI, который кажется не столько „сгенерированным“, сколько развязанным».
По итогам 2022 года многие издания, в том числе каналы BBC и CNN, издания Entertainment Weekly, Esquire, Gizmodo, Harper’s Bazaar, IGN, «Афиша», Кинопоиск и «Мир фантастики», включили «RRR» в свои списки лучших фильмов года. Издания Polygon, /Film, USA Today, The Wrap назвали его лучшим фильмом 2022 года. По подсчётам Metacritic, «RRR» входит в топ-10 фильмов, которые чаще всего включали в списки лучших фильмов 2022 года.

## Кассовые сборы
Таран Адарш сообщил, что в день премьеры фильм собрал в мировом прокате ₹223 крор. Газета Times of India пишет, что в день премьеры фильм собрал в мире ₹240 крор, установив рекорд по сборам за первый день среди индийских фильмов. Ранее этот рекорд принадлежал фильму Раджамули «Бахубали 2».
За первую неделю проката мировые сборы составили $93,3 млн, из которых ₹279,5 крор — на территории Андхра-Прадеш и Телангана.
За 16 дней проката сборы достигли отметки в ₹1000 крор ($131,7 млн.), став третьим самым кассовым индийским фильмом после «Дангала» и «Бахубали 2». В США фильм собрал более 13 миллионов долларов, став вторым самым кассовым индийским фильмом в США после «Бахубали 2». Фильм также стал самым кассовым индийским фильмом в Австралии, собрав более 3,2 миллиона австралийских долларов, превзойдя предыдущий рекорд «Падмаават».

## Награды и номинации
| Премия                              | Категория                               | Номинант                                           | Результат |
| ----------------------------------- | --------------------------------------- | -------------------------------------------------- | --------- |
| «Оскар»                             | Лучшая песня                            | «Naatu Naatu»                                      | Победа    |
| «Золотой глобус»                    | Лучшая песня                            | «Naatu Naatu»                                      | Победа    |
| «Золотой глобус»                    | Лучшая фильм на иностранном языке       |                                                    | Номинация |
| «Выбор критиков»                    | Лучший фильм                            |                                                    | Номинация |
| «Выбор критиков»                    | Лучший режиссёр                         | С. С. Раджамаули                                   | Номинация |
| «Выбор критиков»                    | Лучшая песня                            | «Naatu Naatu»                                      | Победа    |
| «Выбор критиков»                    | Лучшие визуальные эффекты               |                                                    | Номинация |
| «Выбор критиков»                    | Лучший фильм на иностранном языке       |                                                    | Победа    |
| «Сатурн»                            | Лучший приключенческий фильм или боевик |                                                    | Номинация |
| «Сатурн»                            | Лучший иностранный фильм                |                                                    | Победа    |
| «Сатурн»                            | Лучший режиссёр                         | С. С. Раджамаули                                   | Номинация |
| «Спутник»                           | Лучший фильм — комедия или мюзикл       |                                                    | Номинация |
| «Спутник»                           | Лучшая песня                            | «Naatu Naatu»                                      | Номинация |
| «Спутник»                           | Лучший работа художника-постановщика    | Сабу Сирил                                         | Номинация |
| «Спутник»                           | Лучший звук                             | Болой Кумар Долои, Рахул Карпе, Рагхунат Кемисетти | Номинация |
| «Спутник»                           | Лучшие визуальные эффекты               | В. Сринивас Мохан                                  | Номинация |
| Национальный совет кинокритиков США | ТОП 10 лучших фильмов года              |                                                    | Победа    |

## Будущее
Перед премьерой фильма Раджамули заявил, что у него нет намерений снимать продолжение RRR или превращать его во франшизу. Однако сценарист Виджайендра Прасад сказал, что они начали изучать идею сиквела, и «если Богу будет угодно, это может произойти когда-нибудь позже». В разговоре с Variety Рама Рао выразил надежду, что мир RRR будет продолжен в виде франшизы.